# Музей фюрера

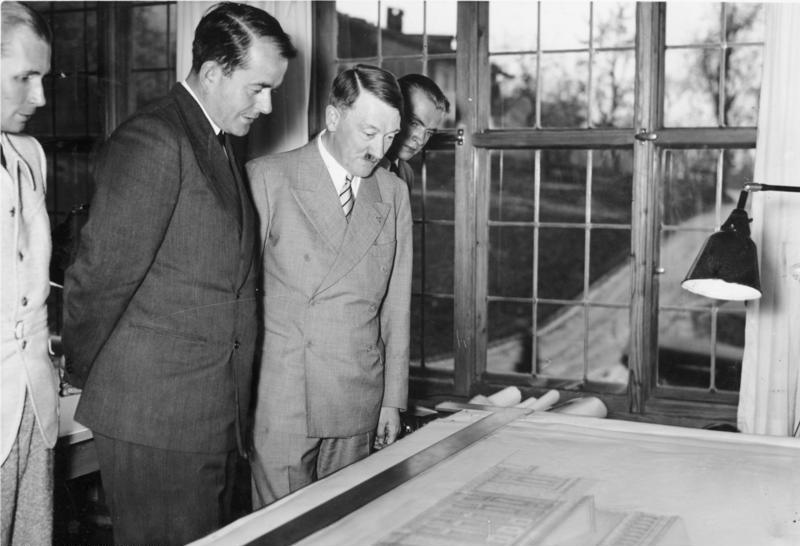
Адольф Гітлер і Альберт Шпеєр у Бергхофі над проєктом нового оперного театру у Лінці. 1939

Музе́й фю́рера, Фюрер-музей (нім. Führermuseum) — нереалізований проєкт Гітлера зі створення в місті фюрера Лінце художнього музею на його честь на основі конфіскованих і придбаних Третім рейхом творів мистецтва.
Першим керівником проєкту на посаді спеціального уповноваженого Гітлера став у 1939 директор Дрезденської картинної галереї Ганс Поссе. Після його смерті у 1942 роботу над проєктом створення Музею фюрера продовжив експерт з живопису Герман Фосс. До роботи над проєктом залучалися також мистецтвознавці Готфрід Реймер, Роберт Ертель та Ерхард Гепель. Більшість творів мистецтва майбутнього музею відібрали в їхніх власників після аншлюсу Австрії 1938 року. За офіційним розпорядженням, витвори мистецтва викуповували в євреїв за ціною, що не перевищує 1000 марок, і часто примусово.
На першій стадії проєкту за розпорядженням Гітлера передбачалося вибрати з його особистої колекції експонати для музею в Лінці, на другій стадії розширити музейний фонд, додавши конфісковані твори мистецтва, а потім систематично поповнювати колекцію шляхом придбання предметів мистецтва в Європі. Основну практичну роботу від імені Ганса Поссе вів антиквар Карл Габершток. На момент смерті першого керівника проєкту Ганса Поссе у 1942 для Музею фюрера вже підібрали близько 1200 творів живопису, що перебували в різних сховищах. Для Гітлера підготовлено відповідний чотиритомний фотокаталог. Основу колекції майбутньої картинної галереї в Лінці на вимогу Гітлера становили полотна німецьких художників ХІХ століття. З посиленням бомбардувань Німеччини союзницькою авіацією підібрані для Лінца твори живопису вирішено сховати зрештою в соляній шахті в Альтаусзі. У травні 1945 колекція конфіскована американцями та перевезена до Мюнхена для подальшого повернення власникам.
Проєкт архітектурного комплексу для розміщення музейної колекції в Лінці підготовлений під керівництвом Альберта Шпеєра. Передбачалося, що, крім Музею фюрера, до нього увійдуть театр, плац для проведення парадів, бібліотека та готель.